# A Volta de Johnny
A Volta de Johnny é o sétimo álbum de estúdio do cantor Brother Simion, lançado em fevereiro de 2002 pela gravadora MK Publicitá, sendo seu último distribuído por esta. A faixa título, "A Volta de Johnny" se trata de uma continuação da história que começou com a música "Extra", que fala sobre o personagem Johnny, um drogado que foi sendo evangelizado e converteu-se a Cristo. O clipe desta canção foi produzido em película de cinema 35mm, algo ainda raro para produções evangélicas brasileiras no início dos anos 2000.
A Volta de Johnny foi lançada também em formato digital.

## Antecedentes
Em 2001, Brother Simion estreou pela gravadora MK Music com o álbum Redenção, o projeto mais pop e suave da carreira do cantor, gravado no estúdio Midas. Em entrevista ao Super Gospel, Simion disse que Redenção foi "um bálsamo pra minha vida, fiquei feliz porque recebi muito retorno das pessoas".

## Lançamento e recepção
| Críticas profissionais | Críticas profissionais |
| Avaliações da crítica  | Avaliações da crítica  |
| Fonte                  | Avaliação              |
| ---------------------- | ---------------------- |
| O Propagador           | [ 6 ]                  |

A Volta de Johnny foi lançado em 2002 pela gravadora MK Music. Retrospectivamente, o guia discográfico do O Propagador atribuiu uma cotação de 3,5 estrelas de 5 para o álbum, afirmando que "é o álbum mais básico de Brother Simion desde sempre. Em maior parte composto de bateria, baixo, guitarra pouco distorcida e teclado, o cantor retoma temáticas antigas, como seu próprio personagem Johnny, além de baladas e outras faixas hard rock".
Em 2016, o vídeo da música "Johnny" foi eleito pelo Super Gospel o 4º melhor clipe evangélico dos anos 2000. A canção "É o Amor" fez parte do álbum Amo Você Vol. 8, lançado pela MK Music.

## Faixas
Todas as letras e músicas por Brother Simion.
1. "Johnny"
2. "É o Amor"
3. "Último Andar"
4. "Vitória"
5. "Esquemas"
6. "Arrebatamento"
7. "Príncipe da Paz"
8. "Quem?"
9. "Satisfação"
10. "Eu Nasci pra ser Feliz"
11. "Let's Praise The Lord"
12. "Pequenino de Deus"

## Ficha técnica
A seguir estão listados os músicos e técnicos envolvidos na produção de A Volta de Johnny:
- Produção Executiva: MK Music
- Produção Musical: BS Produções Artísticas
- Gravação e Mixagem: Alex Conti (Master Music Studios)
- Auxiliar de Gravação: Fabio Badi
- Masterização: Rodrigo Castanho (Estúdio Midas)
- Violão e Gaita: Brother Simion
- Teclados: Ciça Wurfel e Alex Conti
- Guitarras: Fabio Badi, Fabio Ruegenberg e Brother Simion
- Baixo: Anderson Maya
- Bateria: Tiago Keyer e Toninho Ruy
- Sax Soprano: Esdras Gallo
- Violino: Paulo Tavares
- Back Vocal: Alex Conti e Camila Gomes
- Projeto Gráfico: Alexandre Gustavo
- Concepção de Capa e Fotos: Ciça Wurfel (Estocolmo - Suécia, e São Paulo - SP)